# Trung đội Mai Quốc Ca

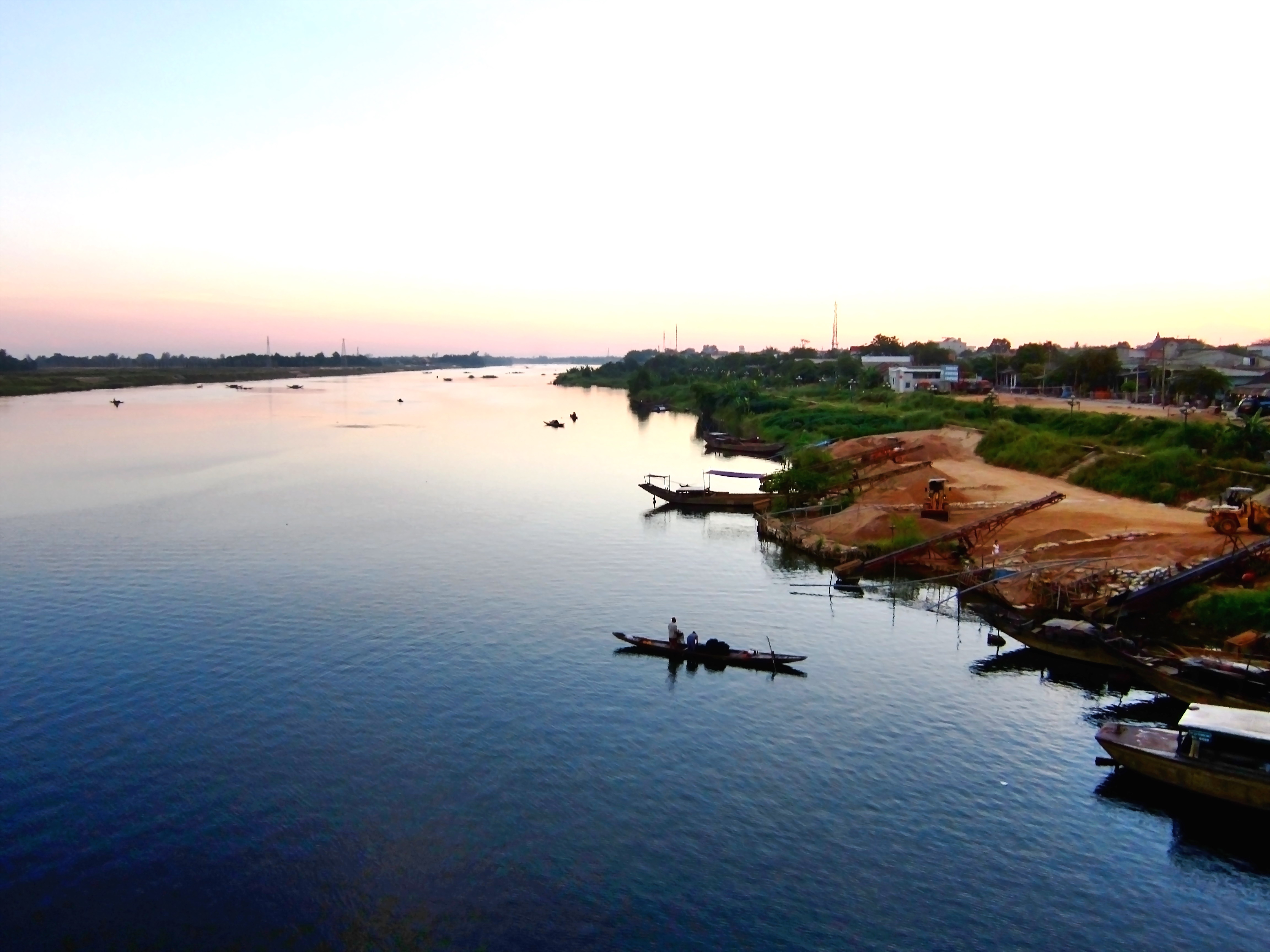
Sông Thạch Hãn, đoạn chảy qua cầu Thạch Hãn

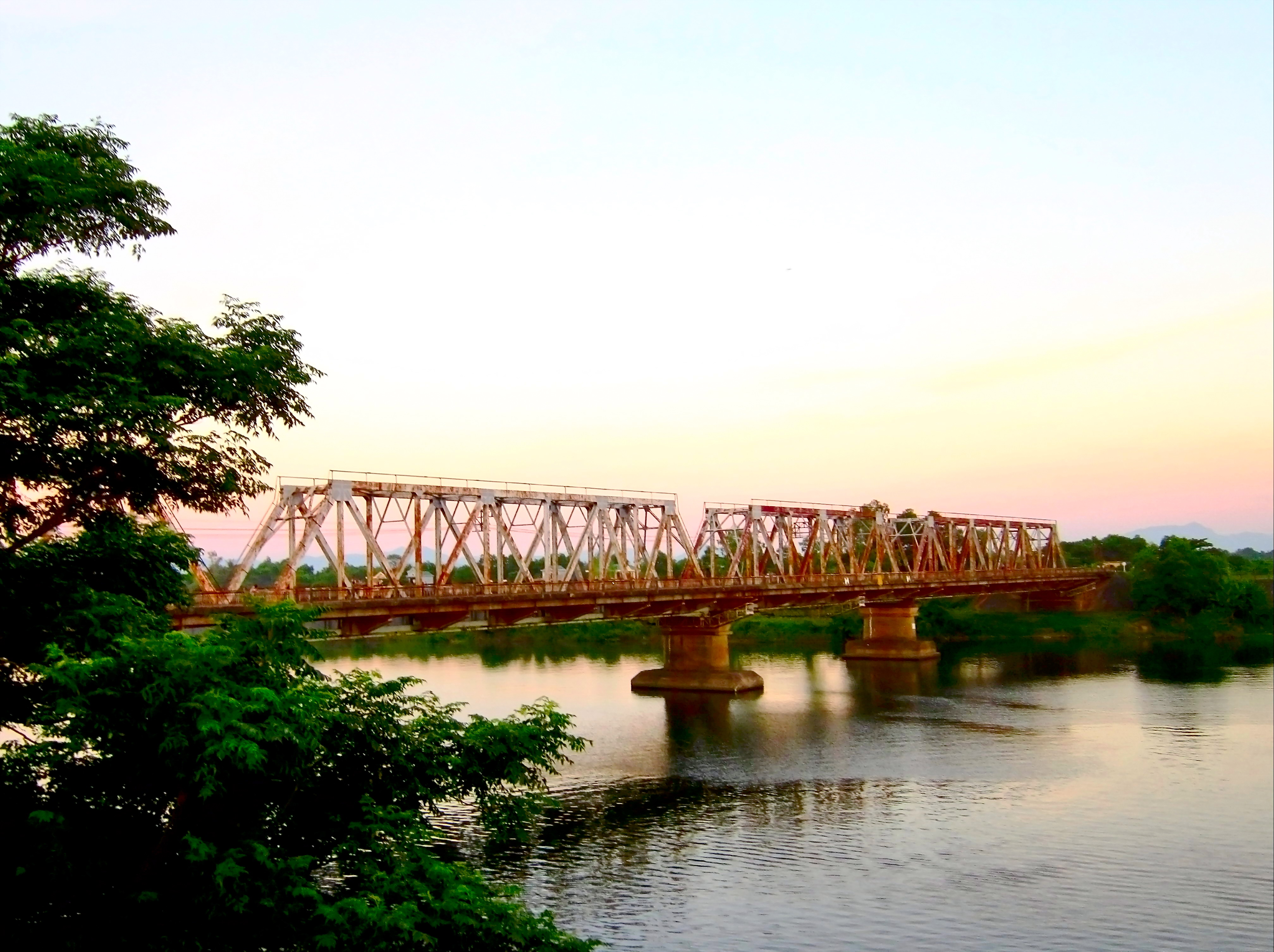
Cầu sắt Thạch Hãn bắc qua sông Thạch Hãn

Trung đội Mai Quốc Ca hay Trung đội 2 thuộc Đại đội 11, Tiểu đoàn 3, Trung đoàn 9, Sư đoàn 304, Quân đội Nhân dân Việt Nam, do Trung đội trưởng - Thượng sĩ Mai Quốc Ca chỉ huy  là trung đội gồm 20 chiến sĩ tham gia trận Thành cổ Quảng Trị năm 1972. Trong trận đánh, trung đội này được giao nhiệm vụ chiếm giữ cầu Quảng Trị (nay là cầu Thạch Hãn), tạo điều kiện để các cánh quân của Quân đội Nhân dân Việt Nam mai phục sẵn ở hai bờ sông Thạch Hãn và các vùng phụ cận tiêu diệt tập đoàn quân sự mạnh nhất của Quân lực Việt Nam Cộng hòa đang án ngữ ở Đông Hà, Ái Tử, xã La Vang thuộc huyện Hải Lăng, tỉnh Quảng Trị.

### Diễn biến chiến dịch
Ngày 10 tháng 4 năm 1972, tại cầu Quảng Trị đã diễn ra trận chiến đấu ác liệt giữa Quân đội Nhân dân Việt Nam và Quân lực Việt Nam Cộng hoà. Sau khi cùng đại đội đánh sập cầu Quảng Trị, Trung đội 2 của D11 đã bám trụ tại đây và đương đầu với 3 tiểu đoàn có xe tăng, máy bay, pháo binh yểm trợ, trong suốt một ngày chiến đấu hạ 1 xe thiết giáp và 100 binh lính Việt Nam Cộng hoà, đẩy lùi nhiều đợt tiến công . Kết quả 19 người hy sinh. Trận chiến tạm chấm dứt nhưng quân Việt Nam Cộng hoà ở địa phương lại thu hồi 19 xác chết phe địch, phơi xác bên bờ sông, ngăn tất cả người dân đến lấy xác về, nhằm mục đích đe dọa các thành viên Mặt trận Dân tộc Giải phóng miền Nam Việt Nam. Thi thể phân hủy gây ảnh hưởng lớn đến sinh hoạt, gia tăng sự bất mãn của cư dân địa phương; đông đảo quần chúng cùng 1 đơn vị du kích xông lên tấn công lại các binh sĩ Việt Nam Cộng hoà, cướp 19 thi thể về mai táng. Quân Việt Nam Cộng hoà bất lực trước hành động này nhưng cũng không có hành động trả đủa. 
Vũ Quang Thành quê ở thôn Đồng Minh xã Vĩnh Phúc huyện Vĩnh Lộc, tỉnh Thanh Hóa là chiến sĩ của duy nhất Trung đội Mai Quốc Ca còn sống sót . Ông được phát hiện trong tình trạng bị thương nặng, ngã gục và được chính quyền đối phương cứu sống. Năm 1973, với chính sách trao trả tù binh đôi bên, ông được trả tự do rồi về quê phục viên.

## Vinh danh
Ngày 23 tháng 9 năm 1973, Chủ tịch Chính phủ Cách mạng lâm thời Cộng hòa miền Nam Việt Nam ông Huỳnh Tấn Phát đã ký quyết định số 107/QĐ-CPCMLTCHMNVN truy tặng danh hiệu Anh hùng lực lượng vũ trang nhân dân đồng thời phong tặng danh hiệu "Trung đội 1 thắng 100" cho Trung đội Mai Quốc Ca.
Ngoài ra để tưởng nhớ chiến công đó, nhà nước Việt Nam đã xây dựng đài tưởng niệm bên bờ sông Thạch Hãn . Trong đài tưởng niệm có tấm bia khắc hình 20 quả tim màu đỏ như một biểu tưởng bất diệt của một tinh thần chiến đấu quả cảm và sự hy sinh anh dũng của họ. Hiện nay 19 ngôi mộ đã được phân thành một khu riêng biệt và cùng khắc chung một cái tên Trung đội anh hùng Mai Quốc Ca tại nghĩa trang liệt sĩ Ái Tử  thuộc huyện Triệu Phong, tỉnh Quảng Trị.